# Akazien
Die Akazien (Acacieae) sind eine Tribus in der Unterfamilie Mimosengewächse (Mimosoideae) innerhalb der Pflanzenfamilie der Hülsenfrüchtler (Fabaceae). Die etwa 1400 Arten sind von den Subtropen bis Tropen der Neuen und Alten Welt weitverbreitet. Die 950 Arten der Gattung Acacia kommen überwiegend in Australien vor.

## Namensverwirrungen Akazien und Mimosen
Die Arten der Tribus Acacieae werden Akazien genannt, also die Arten der Gattungen Acacia, Acaciella, Mariosousa, Senegalia und Vachellia.
Im Volksmund wird die nordamerikanische Robinie (Robinia pseudoacacia) oft als „Akazie“ bezeichnet, die mit ihren gefiederten Blättern, Dornen und der charakteristisch verflochtenen Rindenstruktur manchen Akazien-Arten ähnelt. Die Tribus Acacieae und die Gattung Robinia sind jedoch nicht nahe miteinander verwandt, sie gehören zu unterschiedlichen Unterfamilien der Fabaceae. Auch bei dem von nordeuropäischen Imkern angebotenen sogenannten Akazienhonig handelt es sich um Honig von Robinien, da Akazien im mitteleuropäischen Klima nur ausnahmsweise gedeihen.
Arten der Tribus Acacieae, die in wärmeren Regionen häufig als Ziergehölze gepflanzt werden, werden dort häufig „Mimosen“ genannt.
Die echte Mimose (Mimosa pudica) gehört jedoch zur Gattung Mimosen (Mimosa). Dabei handelt es sich um einen in tropischem Klima wachsenden kurzlebigen Halbstrauch mit den charakteristischen beweglichen paarigen, ungestielten Fiederblättchen und rosafarbenen köpfchenförmigen Blütenständen, der auch als Sinnpflanze bekannt ist.

## Beschreibung und Ökologie

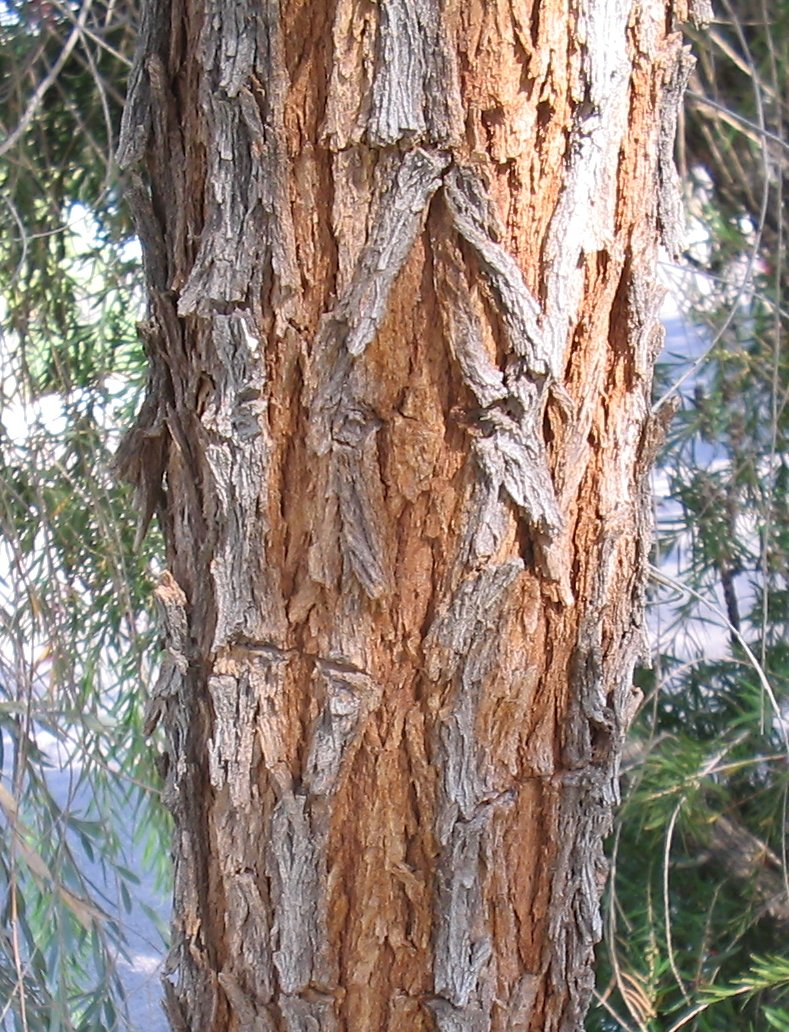
Borke von Acacia pendula

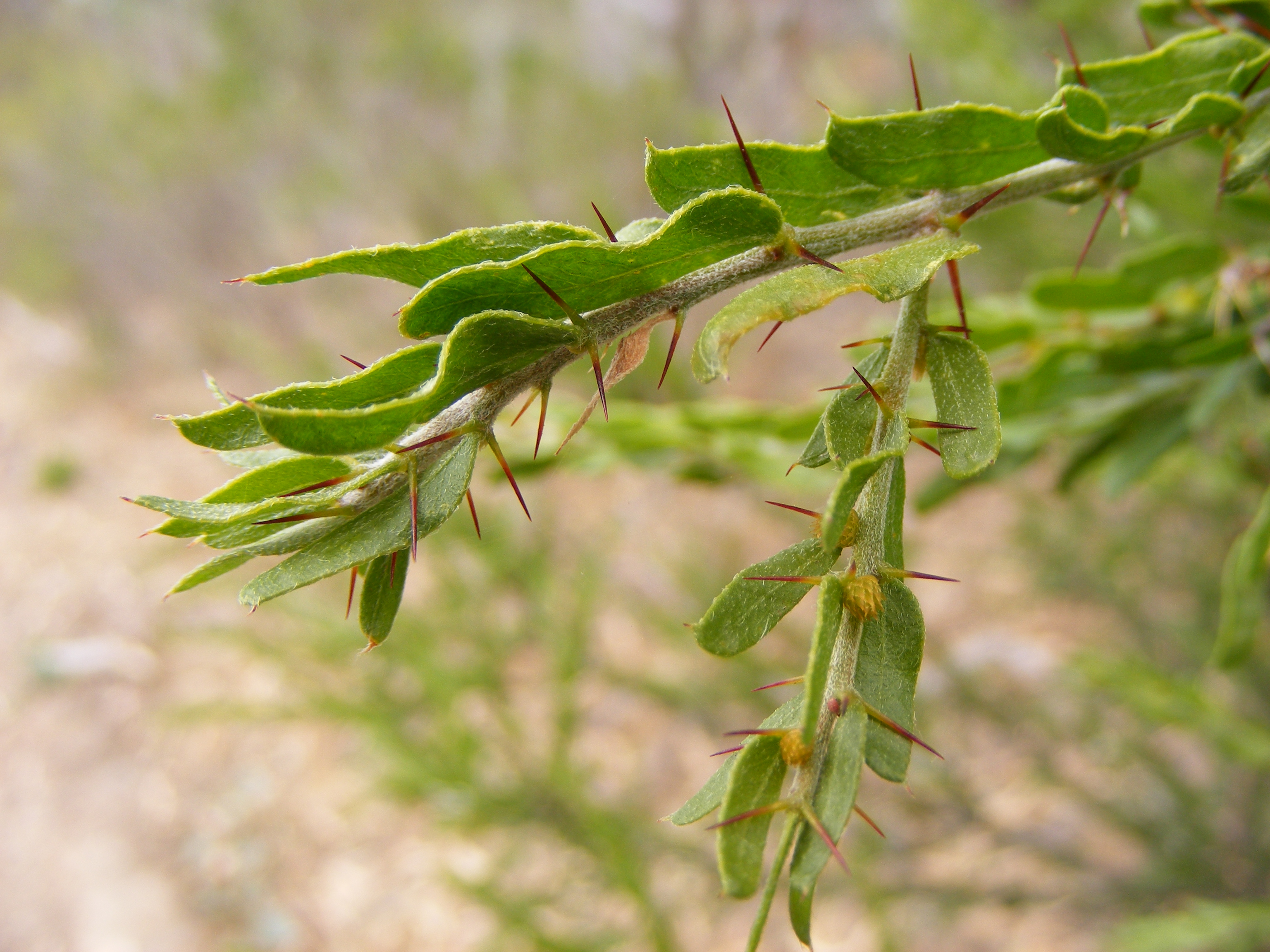
Zweig mit Nebenblattdornen (deshalb jeweils ein Paar) und Phyllodien vom Kängurudorn (Acacia paradoxa)

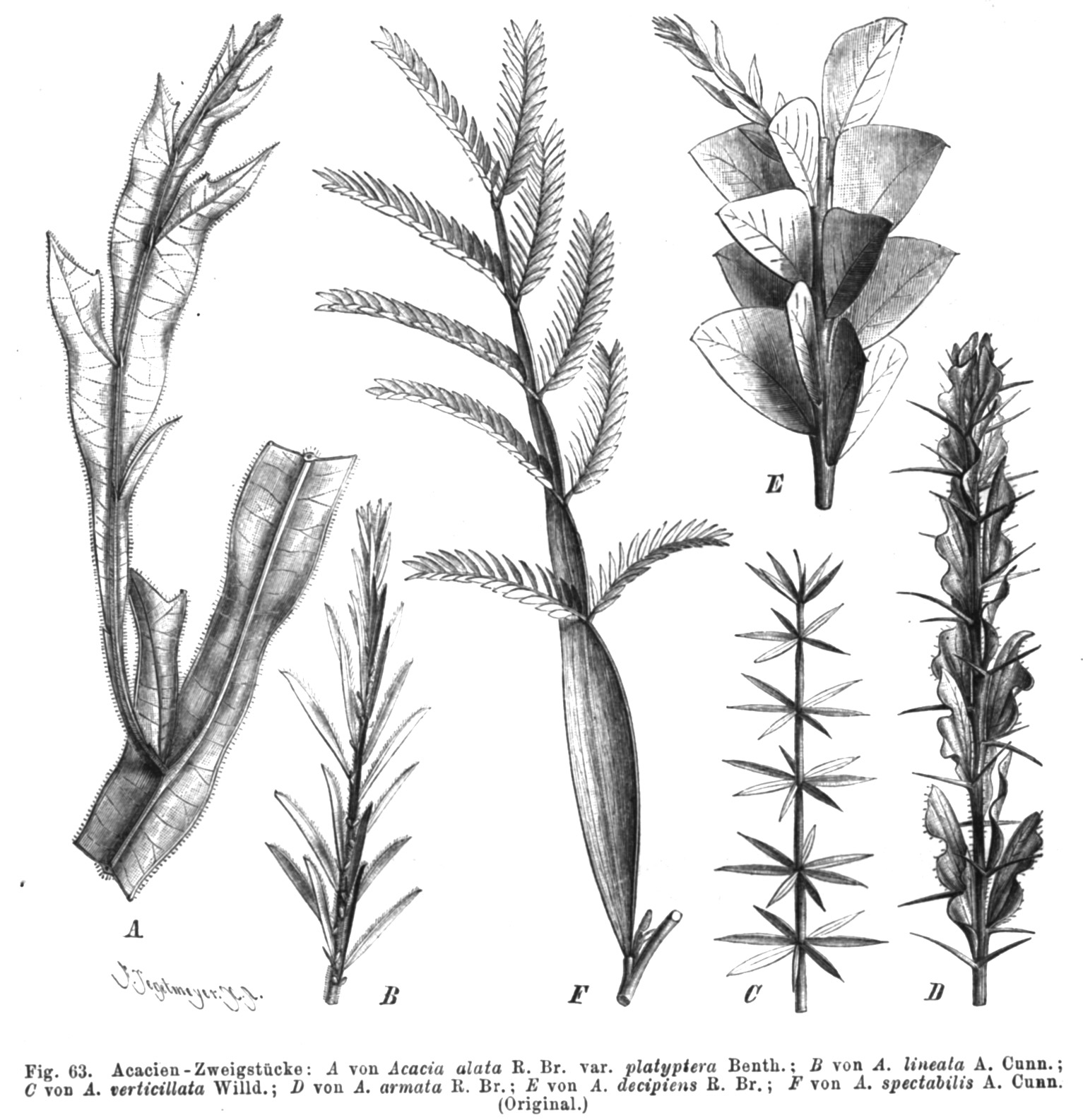
Illustration: Zweige mit Blättern, unterschiedlich geformte Phyllodien, von Acacia alata var. platyptera, B Acacia lineata, C Acacia verticillata, D Kängurudorn (Acacia paradoxa), E Acacia truncata, F Acacia spectabilis

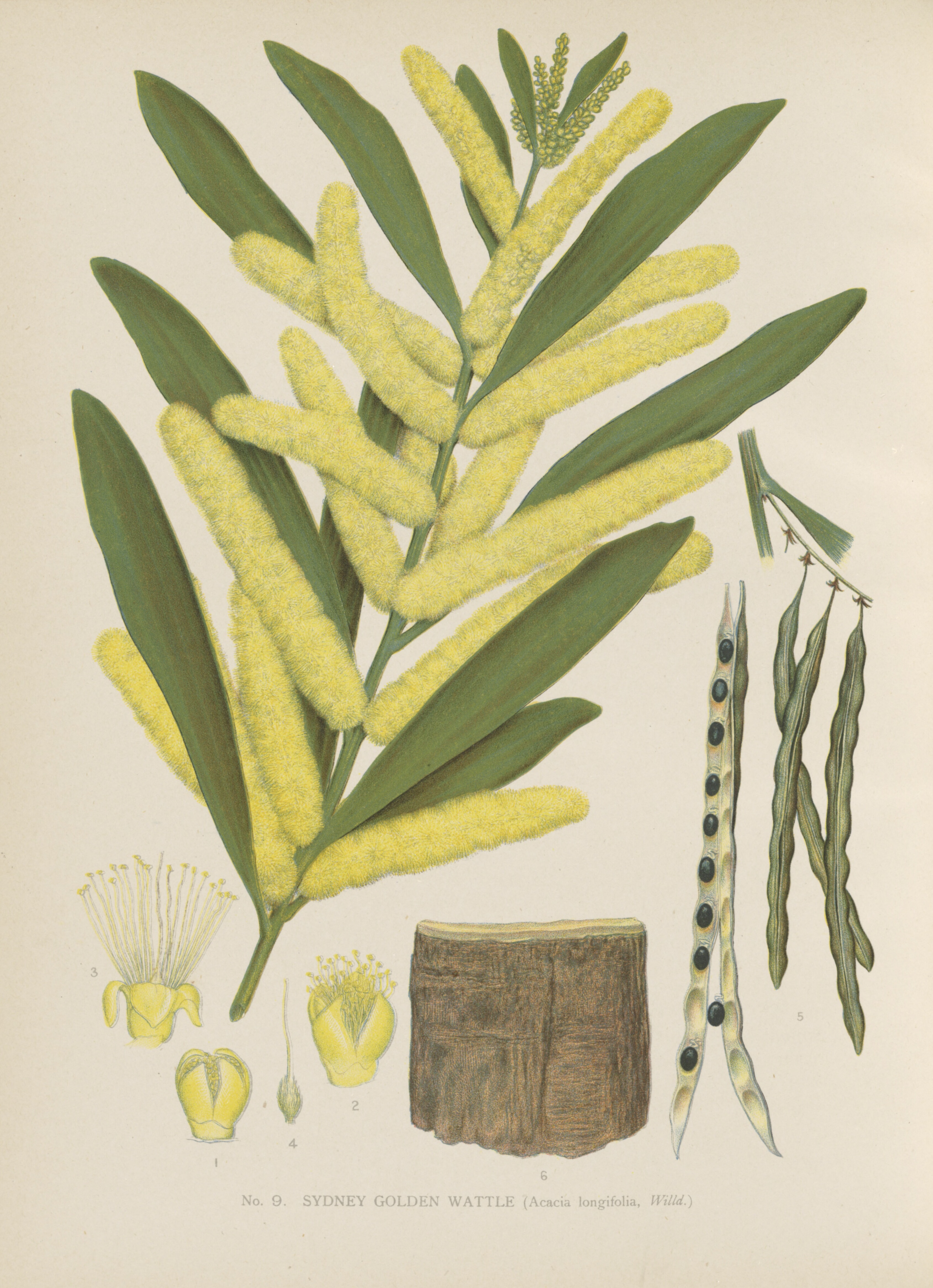
Illustration von Acacia longifolia

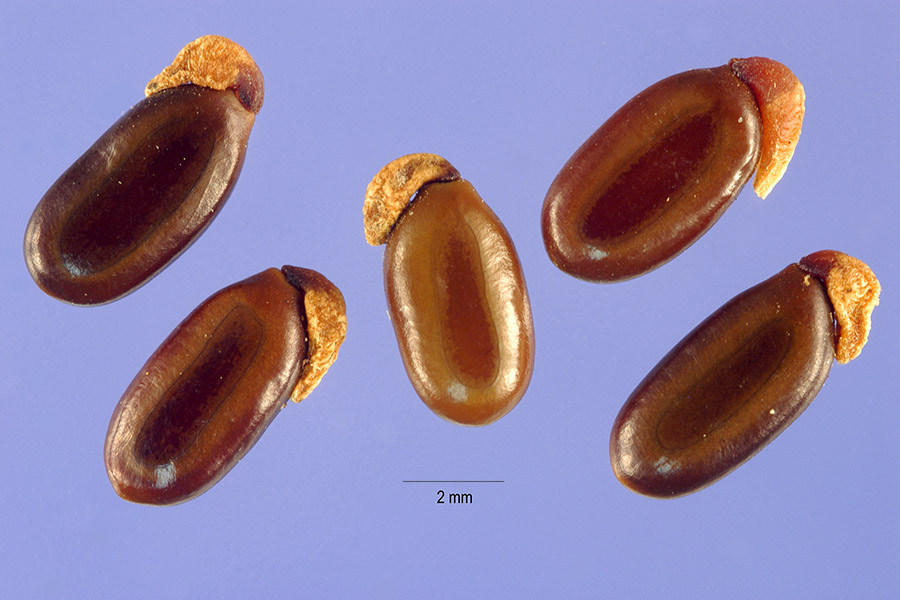
Samen mit Arillus der Gold-Akazie (Acacia pycnantha)

### Erscheinungsbild
Es sind selten Bäume, meist Sträucher. Manche Arten besitzen Dornen. Akazien-Arten gehören zu den Harthölzern. Die Wurzeln von Akazien-Arten bilden mit Knöllchenbakterien (Rhizobium spec.) eine Symbiose, mit deren Hilfe sie Luftstickstoff pflanzenverfügbar machen.

### Blätter und Nebenblätter
Selten werfen sie in der Trockenzeit ihr Laub ab, meist sind sie immergrün. Bei vielen Akazien-Arten liegt Heterophyllie vor. Junge Exemplare besitzen oft Laubblätter mit normalem Blattstiel und doppelt gefiederter Blattspreite. Dann gibt es manchmal ein Übergangsstadium, bei dem der Blattstiel schon abgeflacht ist, aber es noch eine mehr oder weniger große gefiederte Blattspreite gibt. Meist ist mindestens an ausgewachsenen Exemplaren der Blattstiel abgeflacht und übernimmt die Photosynthese-Funktion; Blattspreiten sind nicht vorhanden. Diese Blattwuchsform wird als Phyllodium bezeichnet. Die Form der Phyllodien variiert. Phyllodien sind bei den meisten Acacia s. str. vorhanden, dagegen besitzen die Blätter bei den meisten aus Acacia s. l. ausgegliederten Arten auch an angewachsenen Exemplaren meist vollentwickelte doppelt gefiederte Blattspreiten.
Es sind zwei Nebenblätter vorhanden, die früh abfallen oder beständig sind; meist sind sie klein, schuppenförmig oder zu Dornen umgewandelt.

### Blütenstände und Blüten
An den Enden der Zweige stehen, seitig in bündeligen Gesamtblütenständen oder einzeln auf Blütenstandsschäften oder sitzend, kugelige kopfige, zylindrische ährige oder traubige Blütenstände, in denen viele Blüten meist dichtgedrängt zusammen stehen. Jede Blüte steht über einem kleinen, bräunlichen, spatel- oder schildförmigen, genagelten Deckblatt.
Die relativ kleinen Blüten sind radiärsymmetrisch, vier- oder fünfzählig und meist zwittrig mit doppelter Blütenhülle. Die Farbe der Blüten reicht von sattgelb bis cremeweiß, selten rot. Die jeweils vier oder fünf Kelch- und Kronblätter können frei oder verwachsen sein. Die unter oder gerade über der Basis des Fruchtblattes entspringenden vielen Staubblätter überragen die Blütenhüllblätter. Das Fruchtblatt ist kahl oder flaumig behaart. Es sind viele Samenanlagen vorhanden. Der dünne Griffel überragt die Staubblätter. Oft verströmen die Blüten starken Duft und bringen reichlich Pollen hervor, was Bienen anlockt.

### Früchte und Samen
Die Hülsenfrüchte sind lineal bis länglich, gerade bis gekrümmt oder schraubig, im Querschnitt rund oder abgeflacht. Die Samen sind länglich, fast kugelig oder abgeflacht-eiförmig und besitzen einen Arillus. In der Regel sind die Samen lange lebensfähig, einige benötigen zum Keimen Feuer.

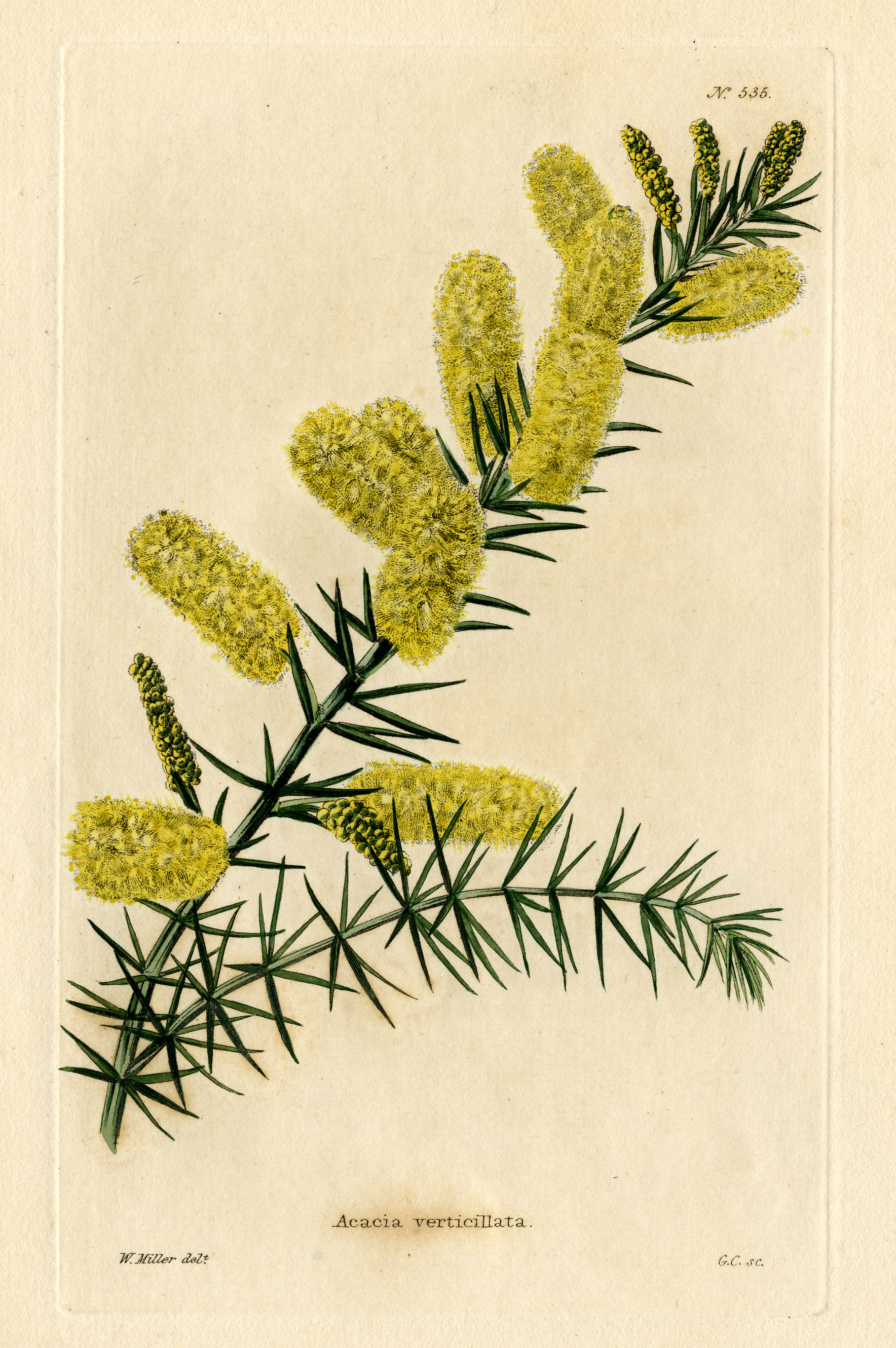
Illustration von W.Miller von Acacia verticillata

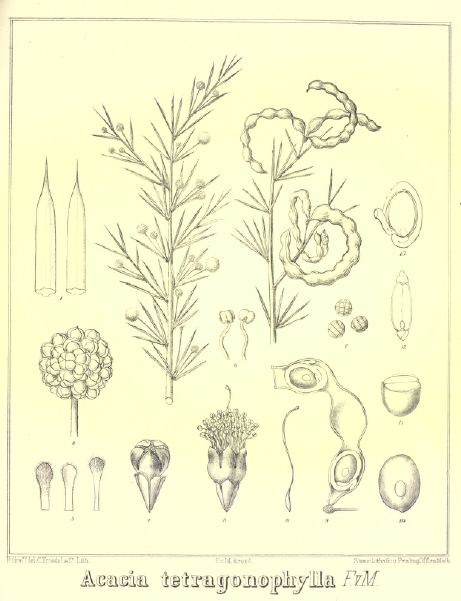
Illustration: Zweige mit Blütenständen und Hülsenfrüchten, Blüten im Detail von Acacia tetragonophylla

## Systematik
Der Gattungsname Acacia wurde 1754 durch Philip Miller in The Gardeners Dictionary Abridged, 4. Auflage erstveröffentlicht. Der Gattungsname Acacia leitet sich vom griechischen Wort akakia für die Arabische Gummi-Akazie (Acacia nilotica, heute ein Synonym von Vachellia nilotica (L.) P.J.H.Hurter & Mabb.) ab, der sich aus ake oder akis für scharfe Spitze oder Dorn, akazo für schärfen ableitet.
Die Gattung Acacia gehört zur Tribus Acacieae in der Unterfamilie der Mimosoideae innerhalb der Familie der Fabaceae.
Die Gattung Acacia wurde historisch seit Pedley 1978 in drei Untergattungen und Sektionen gegliedert:
- Untergattung Acacia
- Untergattung Aculeiferum Vassal mit den Sektionen:
  - Sektion Spiciflorae DC.
  - Sektion Filicinum Vassal
- Untergattung Phyllodineae mit den Sektionen:
  - Sektion Alatae F.Muell.
  - Sektion Botrycephalae (Benth.) Taub.
  - Sektion Juliflorae F.Muell.
  - Sektion Lycopodiifoliae Pedley
  - Sektion Phyllodineae DC.
  - Sektion Plurinerves F.Muell.
  - Sektion Pulchellae (Benth.) Taub.

Aus der Gattung Acacia s. l. (damals 1350 bis 1450 Arten) wurden etwa 400 Arten in kleinere Gattungen ausgegliedert; so ist obige alte Untergliederung der Gattung nicht mehr aktuell. Die ehemaligen Untergattungen Acacia sowie Aculeiferum fallen weg. Ihre Arten wurden den neuen Gattungen zugeordnet.
Im Jahre 2003 wurde von Orchard und Maslin auf der Sitzung der Nomenclature Section of the XVII International Botanical Congress in Vienna als neue Typusart Acacia penninervis Sieber ex DC., die Acacia nilotica (L.) Willd. ex Delile ersetzt, vorgeschlagen und in The official report of the Spermatophyta Committee, with detailed discussion of the reasons for their decision. In: Taxon. Bd. 53, Nr. 3, 1. August 2004, S. 826–829, veröffentlicht, dies ist seit 30. Juli 2005 gültig. Dies geschah, damit fast 950 australische Arten in der Gattung Acacia verbleiben.

Die neuen Gattungen sind:
- Akazien (Acacia Mill. s. str.): Es handelt sich auch nach der Ausgliederung von fast 400 Arten um eine der artenreichsten Gattungen der Familie Fabaceae. Sie enthält heute etwa 948 Arten hauptsächlich in Australien, sieben auf Pazifischen Inseln, ein oder zwei in Madagaskar und zehn im tropischen Asien. Sie ist heute in sechs Untergattungen gegliedert:
  - Alatae
  - Botrycephalae
  - Juliflorae
  - Lycopodiifoliae
  - Phyllodineae
  - Plurinerves
  - Pulchellae

Einige in die neuen Gattungen eingeordnete Arten:
- Acaciella Britton & Rose (früher Acacia Series Filicinae Benth., Acacia subg. Aculeiferum sect. Filicinum Vassal): Die etwa 15 Arten sind in der Neotropis verbreitet.
- Mariosousa Seigler & Ebinger: Die etwa 13 Arten sind in der Neotropis verbreitet.
- Senegalia Raf. (früher Acacia subg. Aculeiferum):[10] Sie ist pantropisch mit 203 Arten verbreitet; beispielsweise:
  - Gerber-Akazie, Katechu (Senegalia catechu (L.f.) P.J.H.Hurter & Mabb., Syn.: Acacia catechu (L.f.) Willd.)
  - Senegalia roemeriana (Scheele) Britton & Rose, Syn.: Acacia roemeriana Scheele: Sie kommt in Texas und in Mexiko vor.[4]

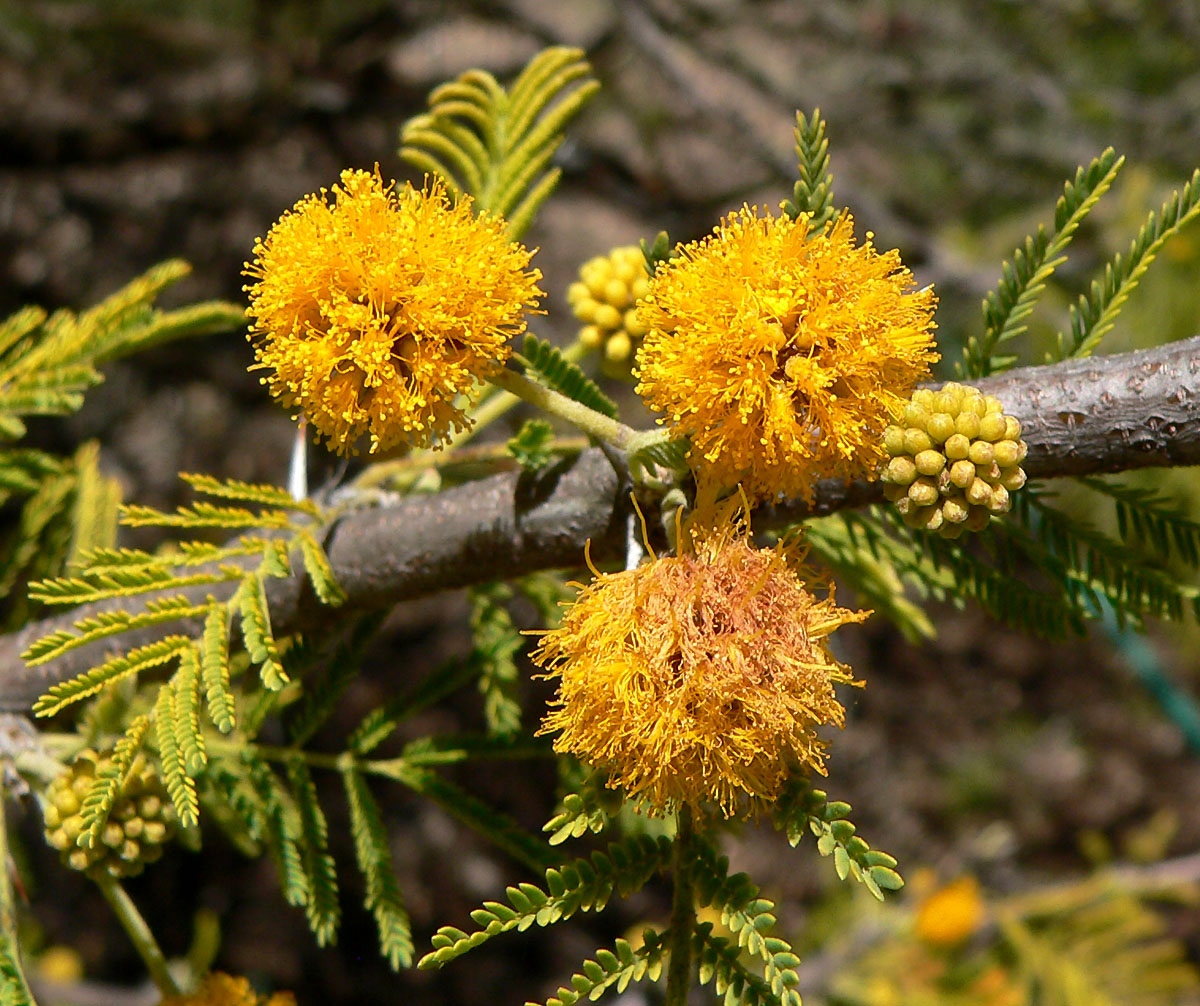
Vachellia caven

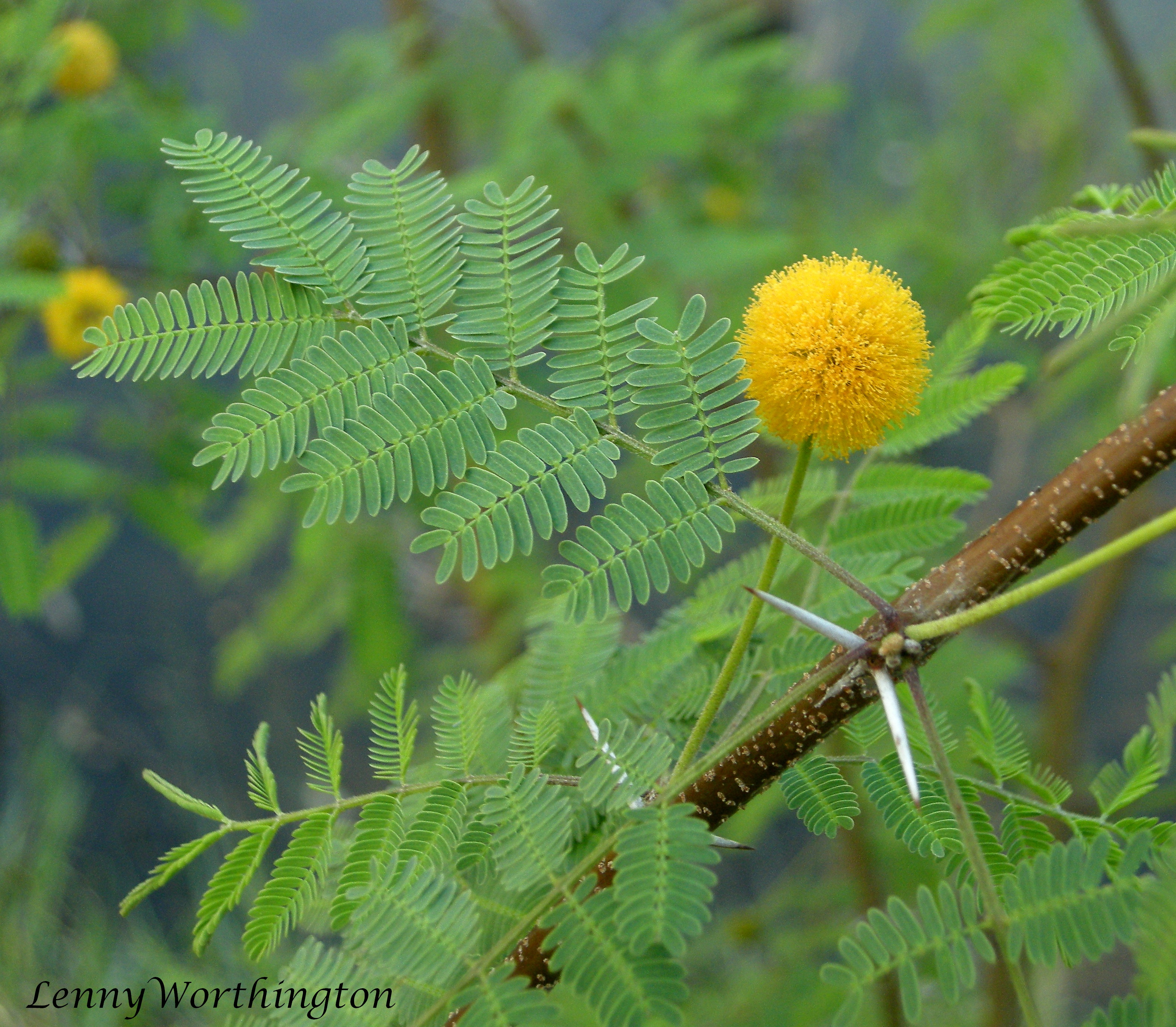
Vachellia constricta

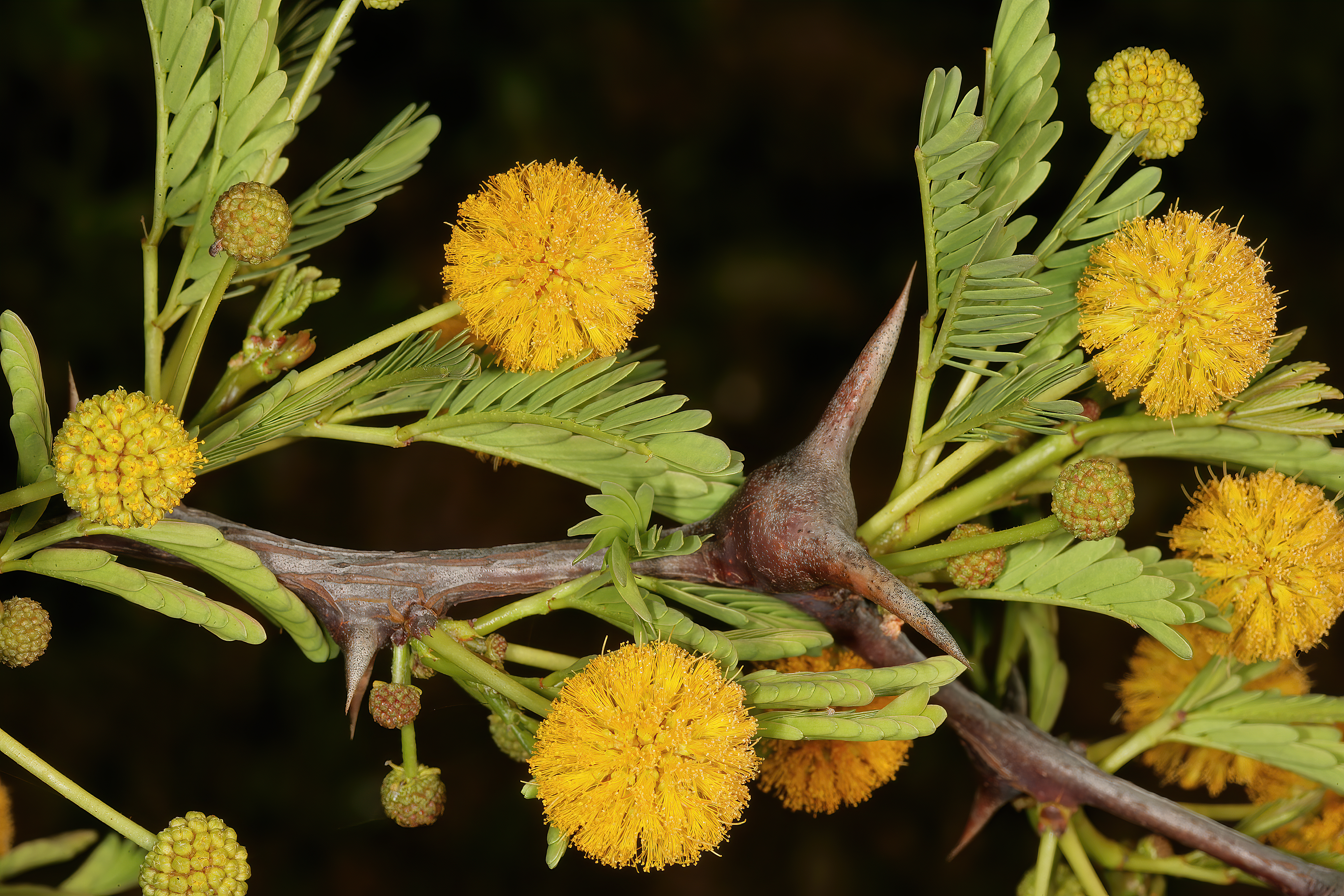
Vachellia erioloba

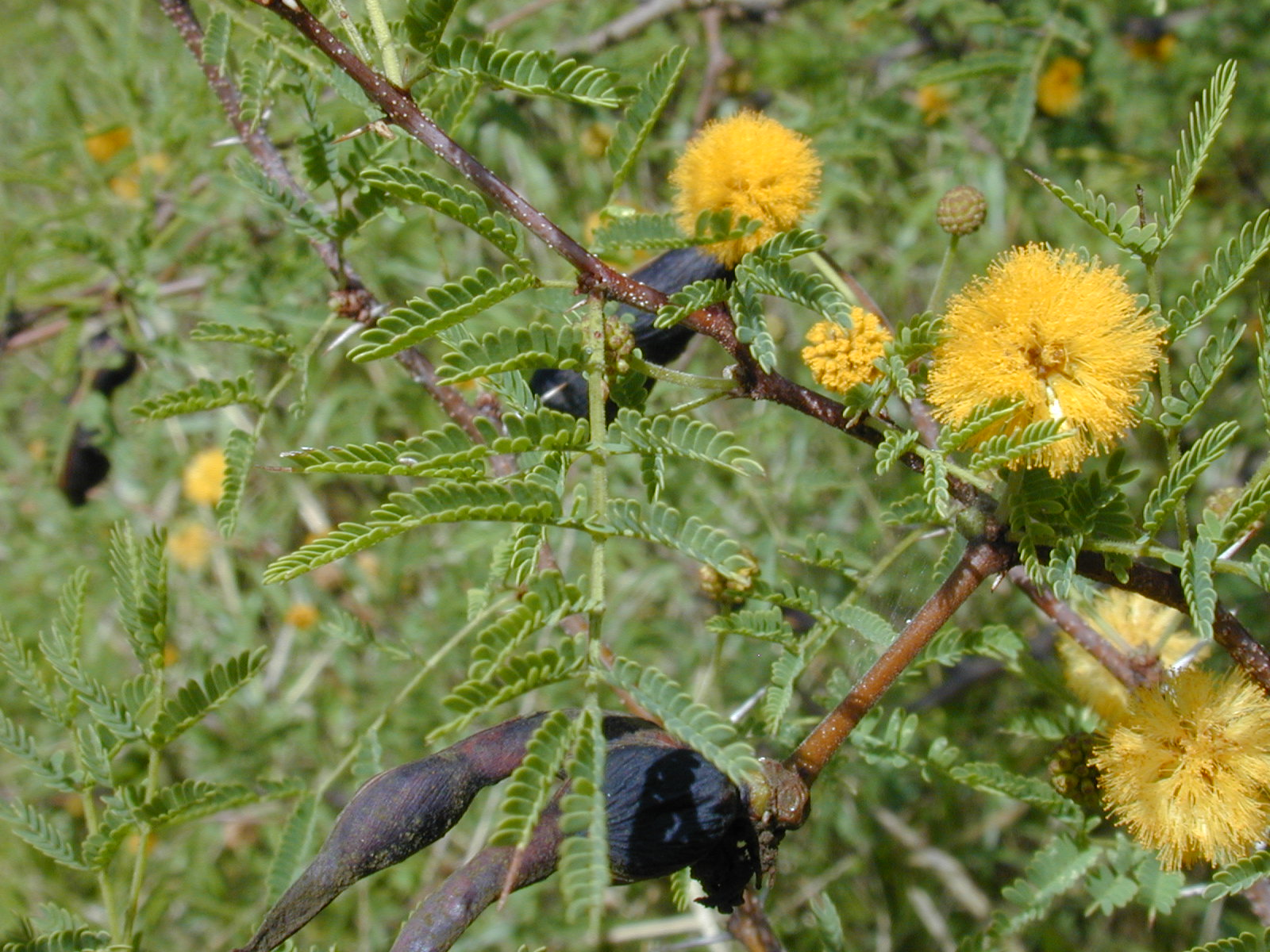
Vachellia farnesiana

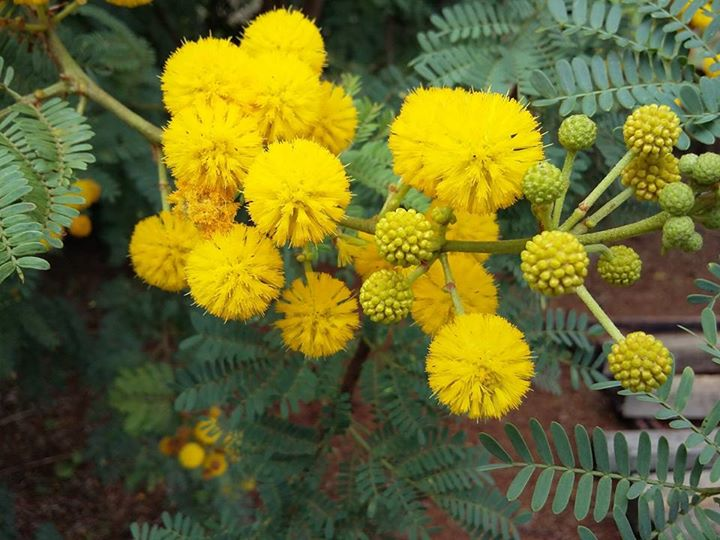
Vachellia karroo

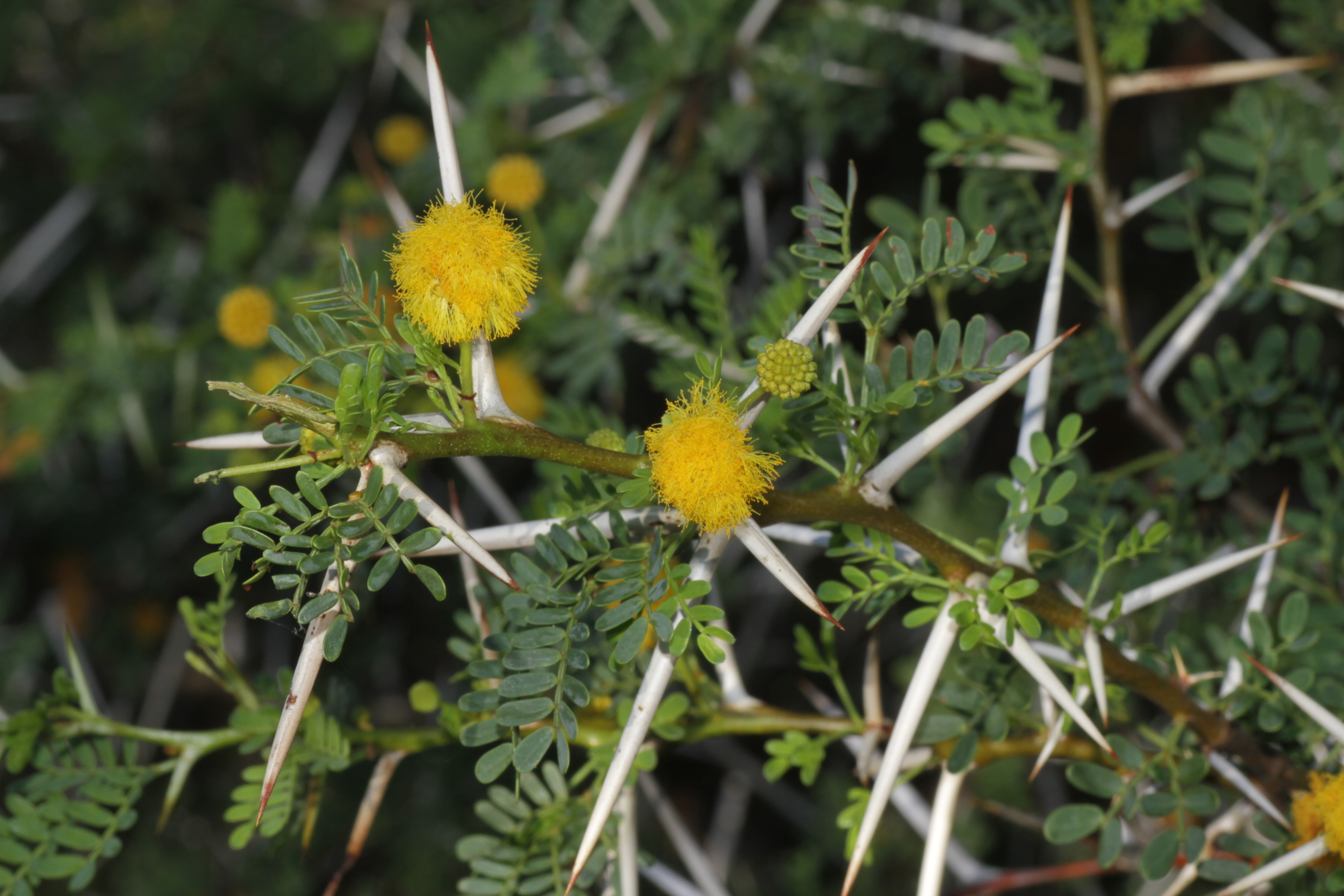
Vachellia karroo

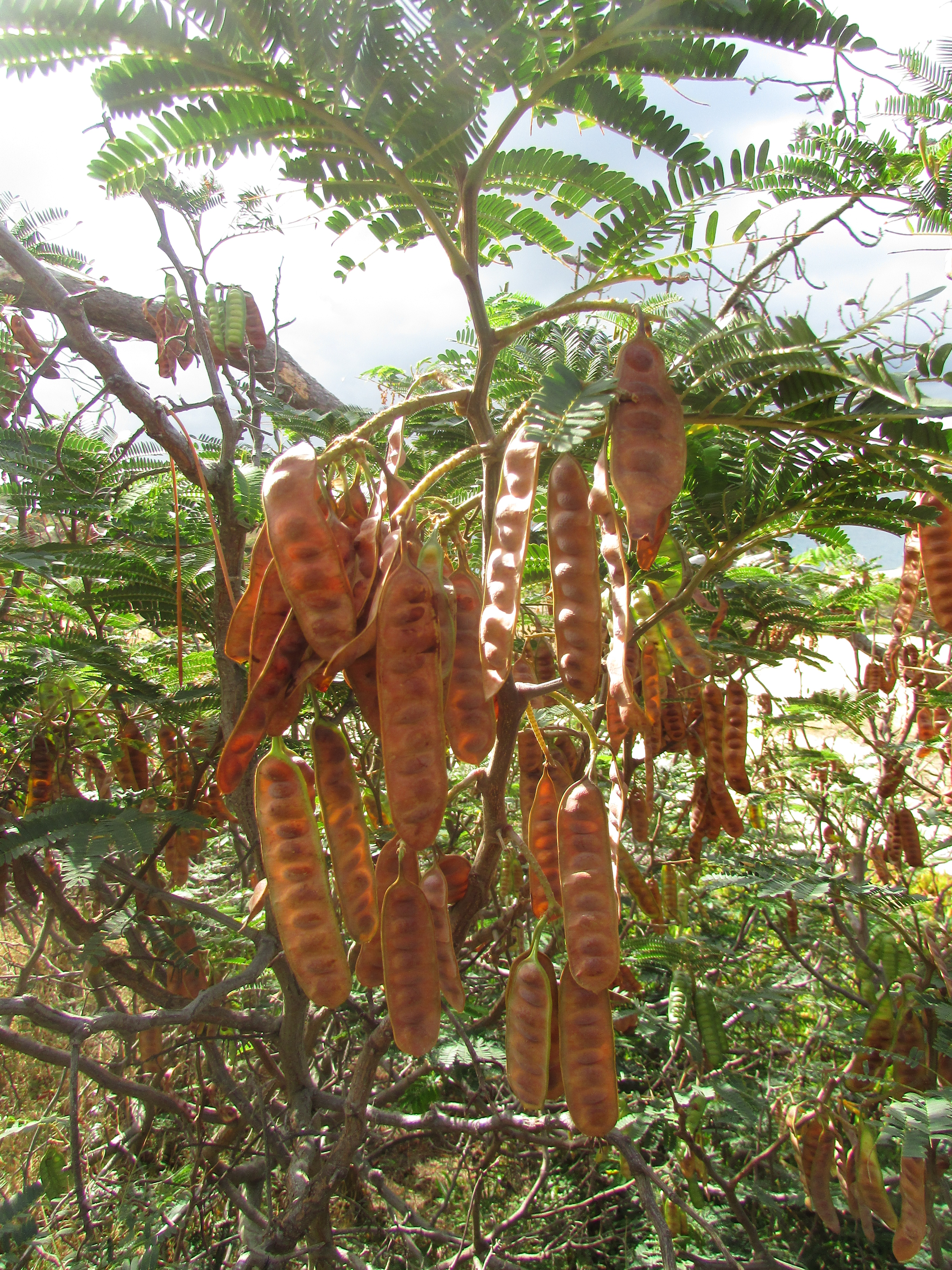
Vachellia nilotica mit Früchten

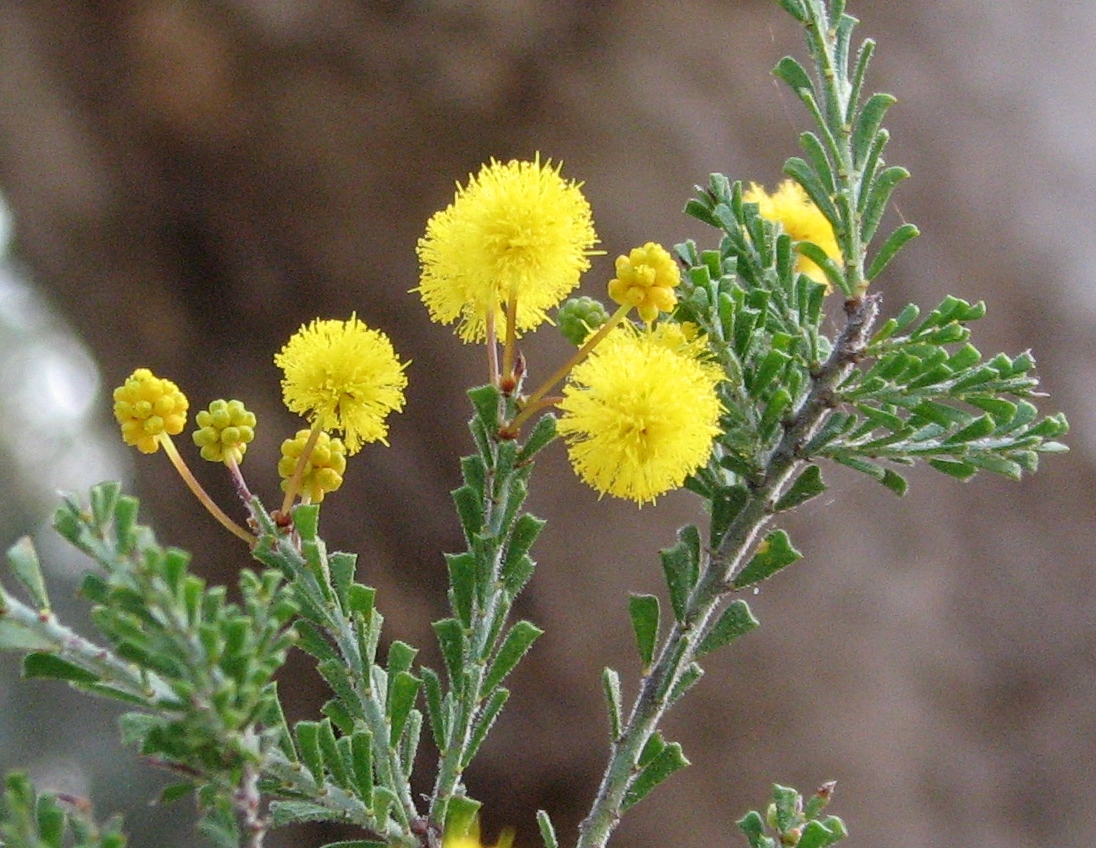
Zweig mit Phyllodien und köpfchenförmigen Blütenständen von Acacia acanthoclada

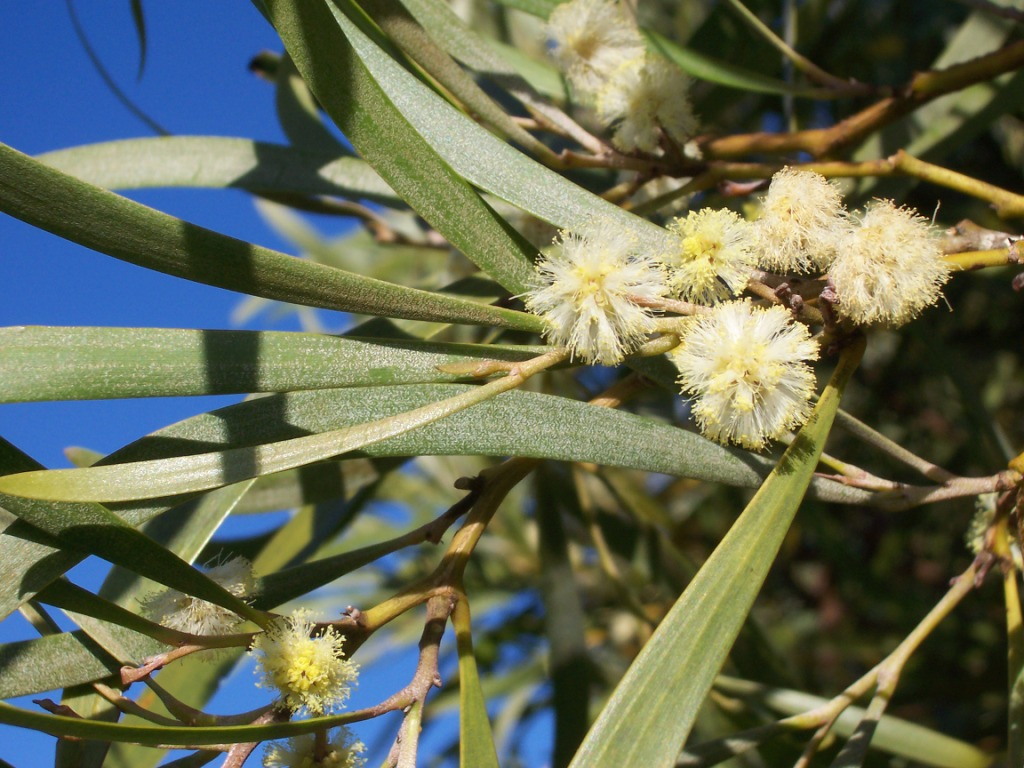
Phyllodien und köpfchenförmige Blütenstände von Acacia heterophylla

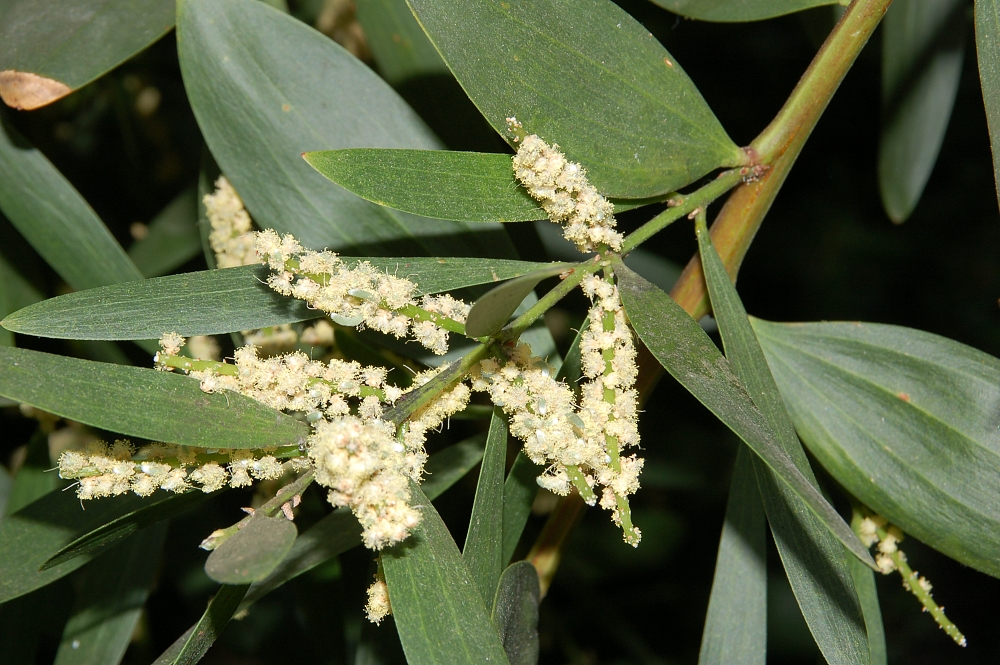
Zweig mit Phyllodien und zylindrischen Blütenständen von Acacia longifolia

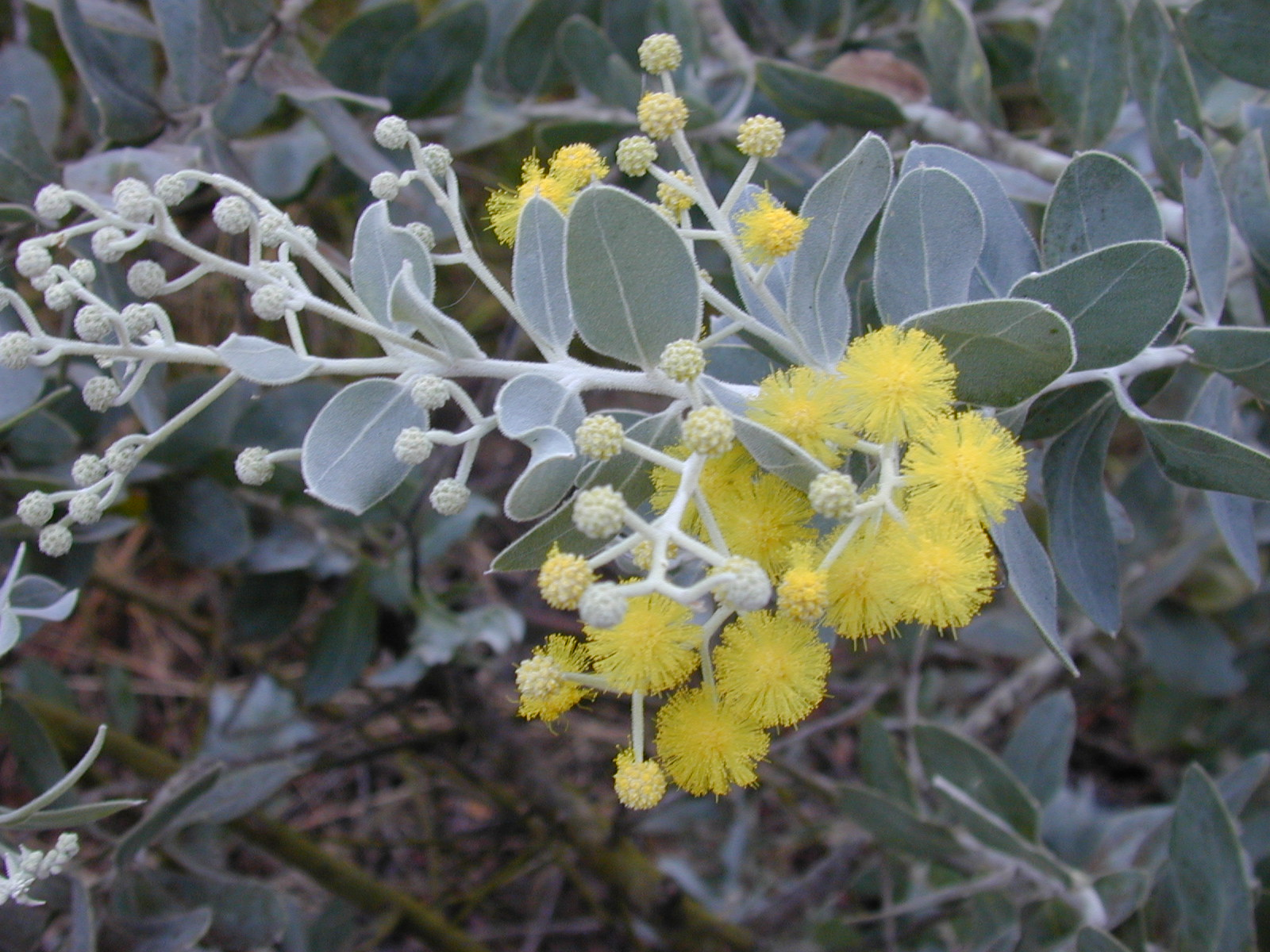
Zweig mit Phyllodien und köpfchenförmigen Blütenständen von Acacia podalyriifolia

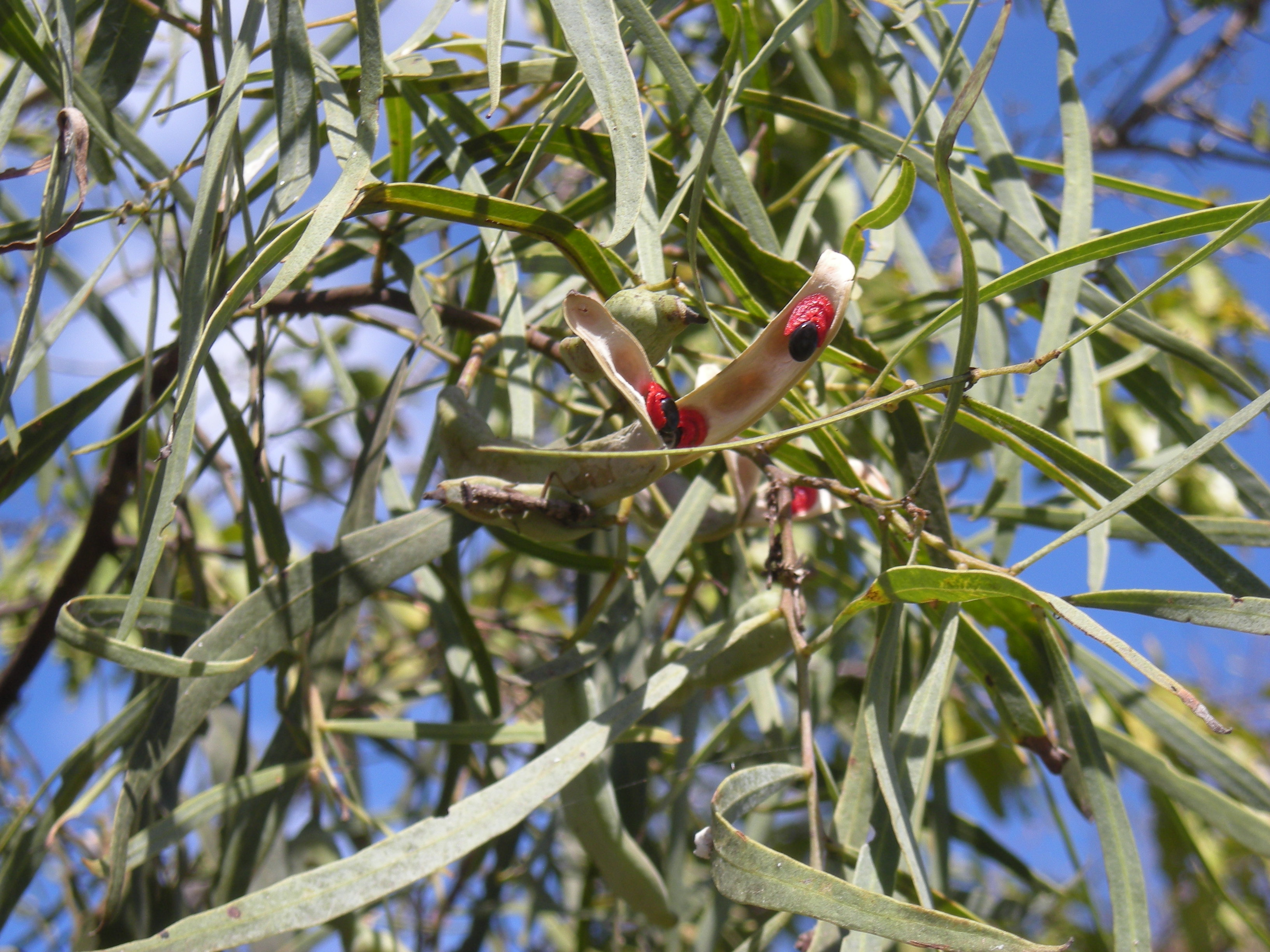
Offene Hülsenfrüchte mit Samen von Acacia salicina

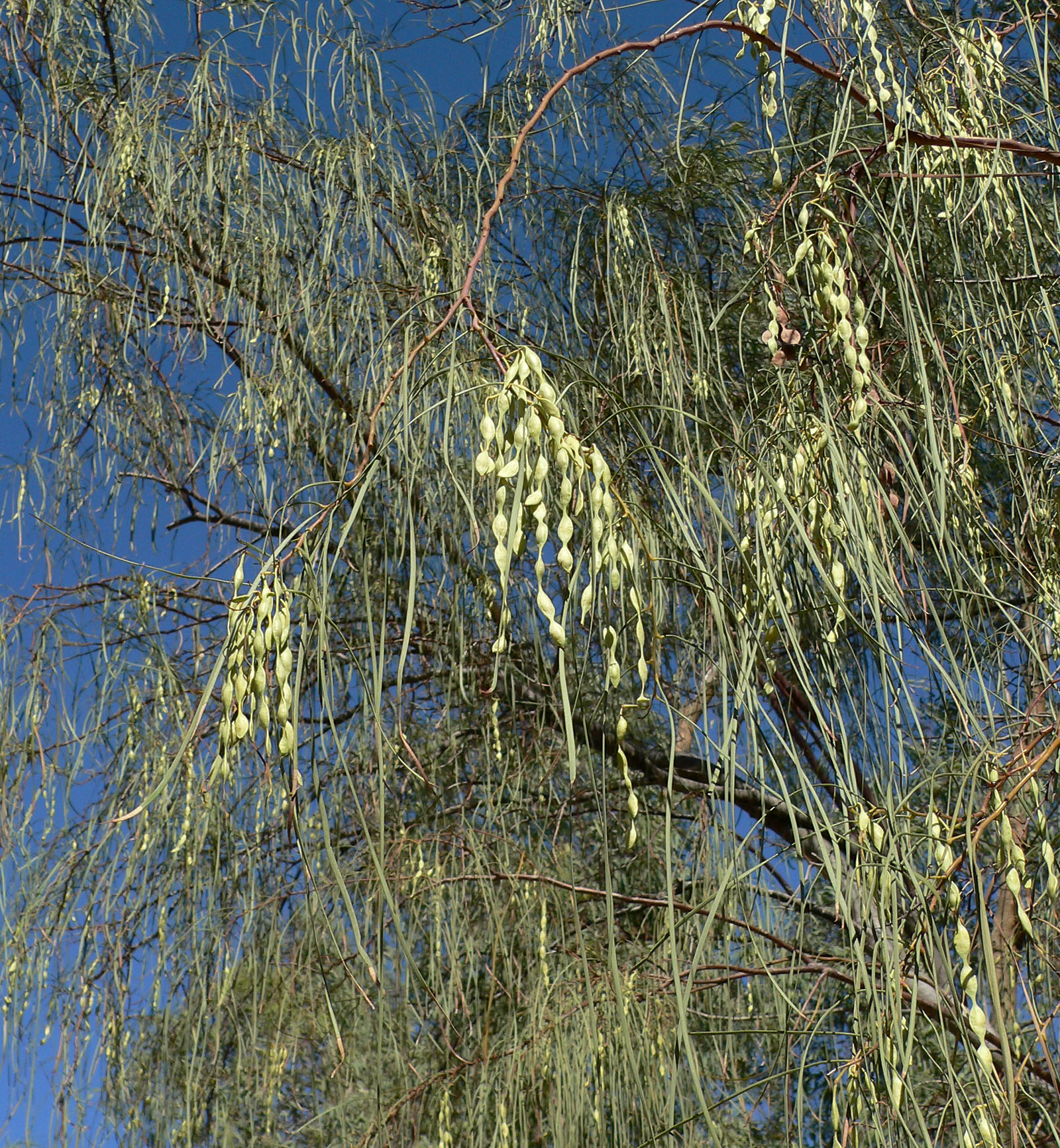
Habitus und gegliederte Hülsenfrüchte von Acacia stenophylla

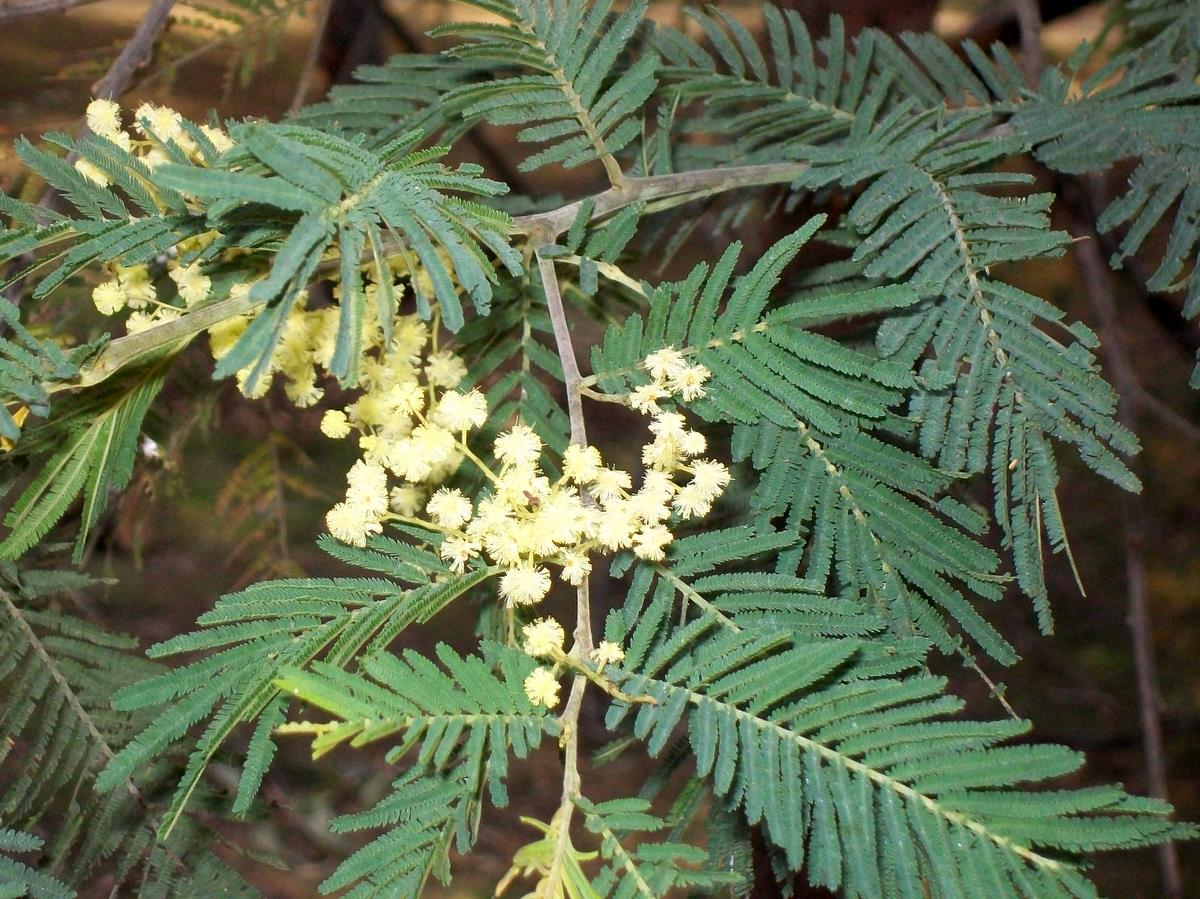
Doppeltgefiederte Laubblätter und Blütenstände von Acacia trachyphloia

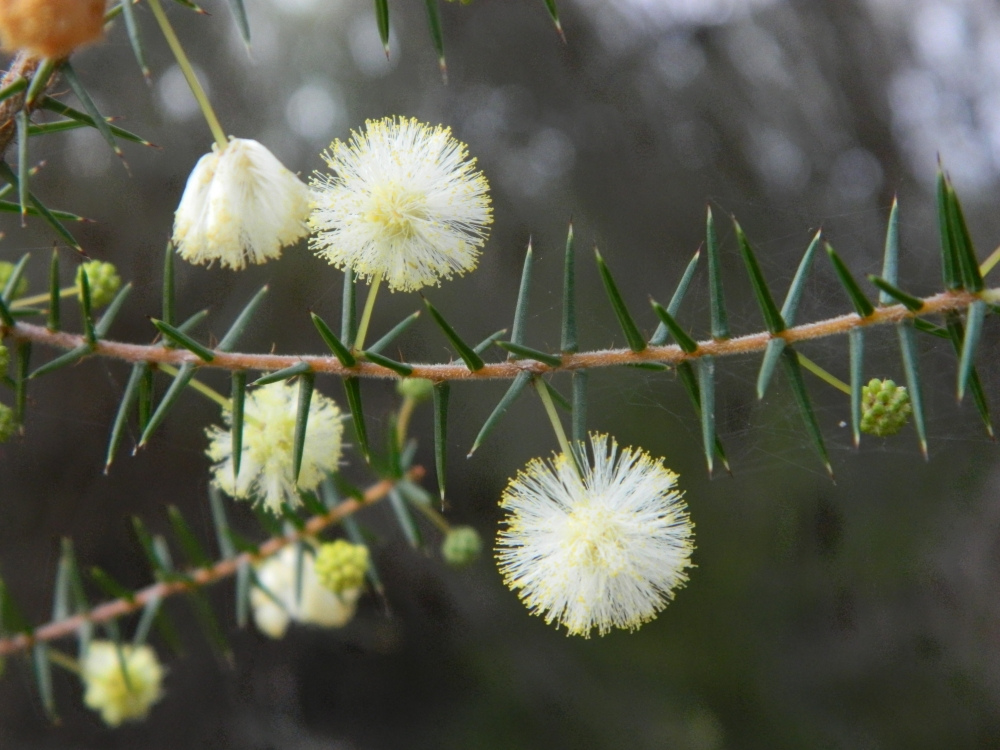
Zweig mit köpfchenförmigen Blütenständen von Acacia ulicifolia

- Vachellia Wight & Arn. (früher Acacia subg. Acacia, Syn.: Acaciopsis Britton & Rose, Bahamia Britton & Rose, Fishlockia Britton & Rose, Myrmecodendron Britton & Rose, Poponax Raf., Tauroceras Britton & Rose): Sie ist pantropisch mit 163 Arten verbreitet; beispielsweise:[4][10][11]
  - Vachellia abyssinica (Hochst. ex Benth.) Kyal. & Boatwr. (Syn.: Acacia abyssinica Hochst. ex Benth.): Sie kommt im tropischen Afrika und im Jemen vor.[4]
  - Vachellia amythethophylla (Steud. ex A.Rich.) Kyal. & Boatwr. (Syn.: Acacia amythethophylla Steud. ex A.Rich., Acacia macrothyrsa Harms): Sie kommt im tropischen Afrika vor.[4]
  - Vachellia arenaria (Schinz) Kyal. & Boatwr. (Syn.: Acacia arenaria Schinz): Sie kommt in Tansania, Angola, Simbabwe, Botswana und Namibia vor.[4]
  - Vachellia aroma (Gillies ex Hook. & Arn.) Seigler & Ebinger (Syn.: Acacia aroma Gillies ex Hook. & Arn., Acacia huarango Ruiz ex J.F.Macbr., Acacia moniliformis Griseb.): Sie kommt in Ecuador, Peru, Bolivien, Brasilien, Argentinien und Paraguay vor.[4]
  - Vachellia astringens (Gillies ex Hook. & Arn.) Speg. (Syn.: Acacia atramentaria Benth.): Sie kommt in Bolivien, Argentinien, Uruguay, Chile und Uruguay vor.[4]
  - Vachellia bidwillii (Benth.) Kodela (Syn.: Acacia bidwillii Benth.): Sie kommt in Australien vor.[4]
  - Vachellia bilimekii (J.F.Macbr.) Seigler & Ebinger (Syn.: Acacia bilimekii J.F.Macbr.): Sie kommt in Mexiko vor.[4]
  - Vachellia borleae (Burtt Davy) Kyal. & Boatwr. (Syn.: Acacia borleae Burtt Davy): Sie kommt in Mosambik, Simbabwe, Eswatini und Südafrika vor.[4]
  - Vachellia brandegeeana (I.M.Johnst.) Seigler & Ebinger (Syn.: Acacia brandegeeana I.M.Johnst.): Sie kommt in Mexiko vor.[4]
  - Vachellia campeachiana (Mill.) Seigler & Ebinger (Syn.: Acacia cochliacantha Humb. & Bonpl. ex Willd., Acacia cymbispina Sprague & L.Riley, Mimosa campeachiana Mill.): Sie kommt in Mexiko vor.[4]
  - Vachellia caven (Molina) Seigler & Ebinger (Syn.: Acacia caven (Molina) Molina, Acacia cavenia (Molina) Hook. & Arn. orth. var., Mimosa caven Molina): Sie kommt in Brasilien, Bolivien, Argentinien, Chile, Paraguay und Uruguay vor.[4]
  - Vachellia choriophylla (Benth.) Seigler & Ebinger (Syn.: Acacia choriophylla Benth.): Sie kommt in Florida, auf den Bahamas und in Kuba vor.[4]
  - Kugelkopf-Akazie (Vachellia collinsii (Saff.) Seigler & Ebinger, Syn.: Acacia collinsii Saff.)
  - Vachellia constricta (Benth.) Seigler & Ebinger (Syn.: Acacia constricta Benth.): Sie kommt in Arizona, New Mexico, Texas und in Mexiko vor.[4]
  - Vachellia cornigera (L.) Seigler & Ebinger (Syn.: Acacia campechiana Schenck, Acacia cornigera (L.) Willd., Acacia spadicigera Schltdl. & Cham., Mimosa cornigera L.): Sie kommt von Mexiko bis Costa Rica und auf Martinique vor.[4]
  - Vachellia davyi (N.E.Br.) Kyal. & Boatwr. (Syn.: Acacia davyi N.E.Br.): Sie kommt in Mosambik, Eswatini, Botswana und in Südafrika vor.[4]
  - Vachellia drepanolobium (Harms ex Y.Sjöstedt) P.J.H.Hurter (Syn.: Acacia drepanolobium Harms ex Y.Sjöstedt): Sie kommt in Kenia, Tansania, Äthiopien, Somalia, Uganda, Sudan und Zaire vor.[4]
  - Vachellia elatior (Brenan) Kyal. & Boatwr. (Syn.: Acacia elatior Brenan): Sie kommt im Sudan, in Kenia und Uganda vor.[4]
  - Kameldorn (Vachellia erioloba) (E.Mey.) P.J.H.Hurter (Syn.: Acacia erioloba E.Mey.): Er kommt in Mosambik, Simbabwe, Sambia, Angola, Namibia, Botswana, Eswatini und in Südafrika vor.[4]
  - Vachellia etbaica (Schweinf.) Kyal. & Boatwr. (Syn.: Acacia etbaica Schweinf.): Sie kommt in Äthiopien, Eritrea, Dschibuti, Somalia, Sudan, Kenia, Uganda und Tansania vor.[4]
  - Vachellia exuvialis (I.Verd.) Kyal. & Boatwr. (Syn.: Acacia exuvialis I.Verd.): Sie kommt in Simbabwe und in Südafrika vor.[4]
  - Süße Akazie (Vachellia farnesiana (L.) Wight & Arn., Syn.: Acacia farnesiana (L.) Willd., Acacia minuta (M.E.Jones) R.M.Beauch., Acacia smallii Isely, Mimosa farnesiana L., Pithecellobium minutum M.E.Jones, Vachellia densiflora Alexander ex Small, Acacia pinetorum F.J.Herm., Vachellia peninsularis Small): Sie kommt von den südlichen Vereinigten Staaten und den Inseln in der Karibik bis Brasilien, Venezuela und Bolivien vor.[4]
  - Vachellia flava (Forssk.) Kyal. & Boatwr. (Syn.: Acacia ehrenbergiana Hayne): Sie kommt im Iran, auf der Arabischen Halbinsel und Mali, Mauretanien, Niger, Sudan, Ägypten, Algerien, Tschad, Dschibuti und Äthiopien vor.[4]
  - Vachellia gerrardii (Benth.) Kyal. & Boatwr. (Syn.: Acacia gerrardii Benth.): Sie kommt im tropischen und südlichen Afrika, auf der Arabischen Halbinsel, in Jordanien, Israel und im Irak vor.[4]
  - Vachellia grandicornuta (Gerstner) Seigler & Ebinger (Syn.: Acacia grandicornuta Gerstner): Sie kommt in Mosambik, Simbabwe, Eswatini, Südafrika und Botswana vor.[4]
  - Vachellia gummifera (Willd.) Kyal. & Boatwr. (Syn.: Acacia gummifera Willd.): Sie kommt in Marokko vor.[4]
  - Vachellia haematoxylon (Willd.) Seigler & Ebinger (Syn.: Acacia haematoxylon Willd.): Sie kommt in Namibia und Südafrika vor.[4]
  - Vachellia hebeclada (DC.) Kyal. & Boatwr. (Syn.: Acacia hebeclada DC., Acacia stolonifera Burch.): Sie kommt in Angola, Simbabwe, Sambia, Botswana, Namibia und Südafrika vor.[4]
  - Vachellia hockii (De Wild.) Seigler & Ebinger (Syn.: Acacia chariensis A.Chev., Acacia hockii De Wild.): Sie kommt im tropischen Afrika vor.[4]
  - Schreckliche Akazie (Vachellia horrida (L.) Kyal. & Boatwr., Syn.: Acacia horrida (L.) Willd., Mimosa horrida L.): Sie kommt in Äthiopien, Somalia, Sudan, Kenia, Uganda und in Indien vor.[4]
  - Vachellia karroo (Hayne) Banfi & Galasso (Syn.: Acacia dekindtiana A.Chev., Acacia karroo Hayne): Sie kommt im südlichen tropischen und im südlichen Afrika vor.[4]
  - Vachellia kirkii (Oliv.) Kyal. & Boatwr. (Syn.: Acacia kirkii Oliv.): Sie kommt im tropischen und im südlichen Afrika vor.[4]
  - Vachellia lahai (Steud. & Hochst. ex Benth.) Kyal. & Boatwr. (Syn.: Acacia lahai Steud. & Hochst. ex Benth.): Sie kommt in Äthiopien, Kenia, Uganda und Tansania vor.[4]
  - Vachellia lasiopetala (Oliv.) Kyal. & Boatwr. (Syn.: Acacia lasiopetala Oliv.): Sie kommt in Tansania, Mosambik, Malawi und Zaire vor.[4]
  - Vachellia luederitzii (Engl.) Kyal. & Boatwr. (Syn.: Acacia luederitzii Engl.): Sie kommt in Mosambik, Sambia, Simbabwe, Namibia, Botswana, Eswatini und Südafrika vor.[4]
  - Vachellia macracantha (Humb. & Bonpl. ex Willd.) Seigler & Ebinger (Syn.: Acacia flexuosa Humb. & Bonpl. ex Willd., Acacia lutea (Mill.) Britton, Acacia macracantha Humb. & Bonpl. ex Willd., Acacia macracanthoides Bertero ex DC., Acacia pellacantha Meyen ex Vogel, Mimosa lutea Mill., Poponax macracantha (Humb. & Bonpl. ex Willd.) Killip, Poponax macracanthoides (Bertero ex DC.) Britton & Rose, Vachellia lutea (Mill.) Speg.): Sie kommt von Florida und Inseln in der Karibik bis Argentinien, Chile und Paraguay vor.[4]
  - Vachellia nebrownii (Burtt Davy) Seigler & Ebinger (Syn.: Acacia glandulifera Schinz, Acacia nebrownii Burtt Davy): Sie kommt in Simbabwe, Namibia, Botswana und Südafrika vor.[4]
  - Vachellia negrii (Pic.Serm.) Kyal. & Boatwr. (Syn.: Acacia negrii Pic.Serm.): Sie kommt in Äthiopien vor.[4]
  - Arabische Gummi-Akazie oder Arabischer Gummibaum (Vachellia nilotica (L.) P.J.H.Hurter & Mabb., Syn.: Acacia adansonii Guill. & Perr., Mimosa adstringens Schumach., Acacia benthamii Rochebr., Acacia arabica (Lam.) Willd., Acacia nilotica (L.) Delile, Acacia scorpioides (L.) W.Wight, Acacia vera Willd., Mimosa arabica Lam., Mimosa nilotica L., Mimosa scorpioides L., Acacia subalata Vatke): Sie kommt ursprünglich in Afrika, in Oman, Jemen und in Syrien vor.[4]
  - Vachellia oerfota (Forssk.) Kyal. & Boatwr. (Syn.: Acacia nubica Benth., Acacia oerfota (Forssk.) Schweinf., Mimosa oerfota Forssk.): Sie kommt in Ägypten, im östlichen tropischen Afrika, auf der Arabischen Halbinsel und im südlichen Iran vor.[4]
  - Vachellia pennatula (Schltdl. & Cham.) Seigler & Ebinger (Syn.: Acacia pennatula (Schltdl. & Cham.) Benth.): Sie kommt von Mexiko bis Nicaragua, in Kolumbien und in Venezuela vor.
  - Vachellia permixta (Burtt Davy) Kyal. & Boatwr. (Syn.: Acacia permixta Burtt Davy): Sie kommt in Sambia, Simbabwe und in Südafrika vor.[4]
  - Vachellia prasinata (Asfaw) Kyal. & Boatwr. (Syn.: Acacia prasinata Asfaw): Sie kommt in Äthiopien vor.[4]
  - Vachellia reficiens (Wawra) Kyal. & Boatwr. (Syn.: Acacia reficiens Wawra)
  - Vachellia rehmanniana (Schinz) Kyal. & Boatwr. (Syn.: Acacia rehmanniana Schinz)
  - Vachellia rigidula (Benth.) Seigler & Ebinger (Syn.: Acacia rigidula Benth.)
  - Vachellia robusta (Burch.) Kyal. & Boatwr. (Syn.: Acacia robusta Burch., Acacia clavigera E.Mey.)
  - Vachellia schaffneri (S.Watson) Seigler & Ebinger (Syn.: Acacia schaffneri (S.Watson) F.J.Herm.)
  - Vachellia schottii (Torr.) Seigler & Ebinger (Syn.: Acacia schottii Torr.)
  - Vachellia seyal (Delile) P.J.H.Hurter (Syn.: Acacia seyal Delile, Acacia fistula Schweinf., Acacia stenocarpa Hochst. ex A.Rich.)
  - Vachellia sieberiana (DC.) Kyal. & Boatwr. (Syn.: Acacia sieberiana DC., Acacia verugera Schweinf., Acacia vermoesenii De Wild., Acacia woodii Burtt Davy)
  - Vachellia sphaerocephala (Schltdl. & Cham.) Seigler & Ebinger (Syn.: Acacia sphaerocephala Schltdl. & Cham.)
  - Vachellia stuhlmanii (Taub.) Kyal. & Boatwr. (Syn.: Acacia stuhlmanii Taub.)
  - Vachellia sutherlandii (F.Muell.) Kodela (Syn.: Acacia sutherlandii (F.Muell.) F.Muell., Albizia sutherlandii F.Muell.)
  - Vachellia swazica (Burtt Davy) Kyal. & Boatwr. (Syn.: Acacia swazica Burtt Davy)
  - Vachellia tenuispina (I.Verd.) Kyal. & Boatwr. (Syn.: Acacia tenuispina I.Verd.)
  - Vachellia tortilis (Forssk.) Galasso & Banfi (Syn.: Acacia tortilis (Forssk.) Hayne, Mimosa tortilis Forssk., Acacia heteracantha Burch., Acacia litakunensis Burch., Acacia raddiana Savi, Acacia spirocarpa Hochst. ex A.Rich.)
  - Vachellia tortuosa (L.) Seigler & Ebinger (Syn.: Acacia tortuosa (L.) Willd., Mimosa tortuosa L.)
  - Vachellia vernicosa (Britton & Rose) Seigler & Ebinger (Syn.: Acacia neovernicosa Isely, Acacia vernicosa Standl., Acaciopsis vernicosa Britton & Rose)
  - Gelbrinden-Akazie (Vachellia xanthophloea (Benth.) Banfi & Galasso, Syn.: Acacia xanthophloea Benth.)
  - Vachellia zanzibarica (S.Moore) Kyal. & Boatwr. (Syn.: Acacia zanzibarica (S.Moore) Taub.)
- Die etwa 950 Arten der Gattung Acacia s. str. siehe dort.

## Nutzung
Von einigen Arten, beispielsweise Acacia spirorbis, wird das Holz genutzt. So soll zum Beispiel die Bundeslade aus Akazienholz bestanden haben (Ex 25,10 ). In Deutschland wird gelegentlich das Holz der Robinie (auch Falsche Akazie oder Scheinakazie genannt) als Akazienholz bezeichnet.
Die Samen einiger Arten können als Pseudogetreide genutzt werden.
Einige Arten werden als Zierpflanzen verwendet.
Die Arabische Gummi-Akazie (Acacia nilotica, heute ein Synonym von Vachellia nilotica) wird in Südostafrika und Indien als Zahnputzholz benutzt.
Aus manchen Akazienarten wurde das Klebe- und Bindemittel Gummi arabicum gewonnen, insbesondere aus Senegalia senegal (L.)Britton (früher Acacia senegal) bzw. dem Gummiarabikumbaum
Akazienfasern werden in der Lebensmittelindustrie genutzt.

## Historische Literatur
- Paul Wagler: Akazie. In: Paulys Realencyclopädie der classischen Altertumswissenschaft (RE). Band I,1, Stuttgart 1893, Sp. 1159–1162.
- G. Lewis, B. Schrire, B. Mackinder, M. Lock: Legumes of the World, RBG Kew, 2005, ISBN 1-900347-80-6.